# Alexandru Chiculiță
Alexandru Chiculiță, né le 3 février 1961 à Bucarest, est un escrimeur roumain.

## Carrière
Alexandru Chiculiță participe aux Jeux olympiques de 1984 à Los Angeles et remporte la médaille de bronze avec l'équipe masculine roumaine de sabre composée de Marin Mustață, Ioan Pop, Vilmoș Szabo et Cornel Marin.
Il est désormais entraîneur au CS Dinamo Bucarest.